# The Cup of Life (film)
The Cup of Life er en amerikansk stumfilm fra 1921 af Rowland V. Lee.

## Medvirkende
- Niles Welch
- Madge Bellamy som Pain
- Hobart Bosworth som 'Bully' Brand
- Tully Marshall som Chan Chang
- Monte Collins som Larry Donovan
- May Wallace som Mollie